# Szovjet montázselmélet
A szovjet montázselmélet (magyar forrásokban gyakran orosz montázselmélet) olyan filmértelmezési- és filmkészítési megközelítés, mely a vágást veszi alapjául (franciául: montage, azaz ’összeszerelés’, ’összevágás’). A szovjet montázs óriási hatással volt az egész világ filmművészetére. Habár a szovjet filmesek az 1920-as években nem voltak egy állásponton a montázs szerepéről, a rendezőzseni, Szergej Eisenstein A filmforma dialektikus megközelítése című cikkében a montázst nevezte a mozi lényegének, és azt írta: „A montázs természetének meghatározásával rávilágíthatunk a filmművészet sajátosságára.”
Számos szovjet filmes – köztük Lev Kulesov, Dziga Vertov és Vszevolod Pudovkin – állt elő magyarázattal arra, miben rejlik a montázs hatáskeltő ereje. Eisenstein elképzelése, miszerint a montázs a különálló beállítások összeütköztetése, mivel „egy […] szekvencia minden egyes elemét ugyanis egymás után érzékeljük, nem pedig egymás mellett”, vált elfogadottá.

## Montázstípusok
Eisentein öt montázstípust különített el:
- Metrikus montázs – a vágás adott képkockaszámot követ (tehát adott eltelt időt, abszolút hosszt) tekintet nélkül azok tartalmára.
- Ritmikus montázs – a képi folytonosság megteremtése vágásról vágásra. Egyenlő szerephez jut a hossz és tartalom (aktuális, valós hossz).
- Hangsúly-montázs – a beállítások érzelmi hangsúlyán, alaptónusán alapul.
- Felhang-montázs – a metrikus, ritmikus és hangsúlyos tényezők együttes használata, szintézise.
- Intellektuális montázs – motívumokon alapul, rejtett, intellektuális tartalommal bír, metaforizál.